# 한만유
한만유(1746년 ~ 1812년)는 조선 후기의 문신이며 본관은 청주, 자는 여성이다. 판의금부사 한광회의 아들이다.

## 생애
영조 때 문과에 급제해서 정조 때 정언, 지평을 거쳐서 은산현감에 제수되었다. 이후 승지로 제수된 뒤에 이조참의, 예방승지를 했는데 예방승지 시절에 황해도감영 건물에 화재가 발생하자 영속리를 엄히 문책해서 재발하지 않도록 할 것을 진언하였다. 이후 순조 때 개성부유수로 동지춘추관사를 겸하다가 한성부판윤, 형조판서를 하면서 지의금부사와 옥보전문서사관을 겸했고 이후 병조판서로 옮겼다. 이후 판의금부사와 예문관제학을 겸하면서 병조판서, 형조판서, 이조판서, 예조판서, 공조판서를 했다. 그러다가 다시 병조판서로 옮겼다가 한성부판윤으로 옮긴 뒤에 상호군에 제수되었지만 1812년에 별세했다.